# Ракова (Чачак)
Ракова је насеље у Србији у општини Чачак у Моравичком округу. Према попису из 2022. било је 552 становника.
Овде се налази Црква Силаска Светог Духа на Апостоле у Ракови.

## Демографија
У насељу Ракова живи 640 пунолетних становника, а просечна старост становништва износи 44,2 година (43,0 код мушкараца и 45,3 код жена). У насељу има 234 домаћинства, а просечан број чланова по домаћинству је 3,32.
Ово насеље је великим делом насељено Србима (према попису из 2002. године), а у последња три пописа, примећен је пад у броју становника.
|  |

| Демографија | Демографија | Демографија |
| Година      | Становника  | Становника  |
| ----------- | ----------- | ----------- |
| 1948.       | 977         |             |
| 1953.       | 978         |             |
| 1961.       | 908         |             |
| 1971.       | 876         |             |
| 1981.       | 889         |             |
| 1991.       | 832         | 823         |
| 2002.       | 778         | 780         |
| 2011.       | 661         |             |

| Етнички састав према попису из 2002.‍ | Етнички састав према попису из 2002.‍ | Етнички састав према попису из 2002.‍ | Етнички састав према попису из 2002.‍ | Етнички састав према попису из 2002.‍ |
| ------------------------------------ | ------------------------------------ | ------------------------------------ | ------------------------------------ | ------------------------------------ |
|                                      |                                      |                                      |                                      |                                      |
| Срби                                 | Срби                                 |                                      | 762                                  | 97,94%                               |
| Хрвати                               | Хрвати                               |                                      | 2                                    | 0,25%                                |
| Чеси                                 | Чеси                                 |                                      | 1                                    | 0,12%                                |
| Црногорци                            | Црногорци                            |                                      | 1                                    | 0,12%                                |
| Албанци                              | Албанци                              |                                      | 1                                    | 0,12%                                |
| непознато                            | непознато                            |                                      | 11                                   | 1,41%                                |

| Година пописа     | 1948. | 1953. | 1961. | 1971. | 1981. | 1991. | 2002. |
| ----------------- | ----- | ----- | ----- | ----- | ----- | ----- | ----- |
| Број домаћинстава | 157   | 167   | 188   | 201   | 223   | 226   | 234   |

| Број чланова      | 1  | 2  | 3  | 4  | 5  | 6  | 7 | 8 | 9 | 10 и више | Просек |
| ----------------- | -- | -- | -- | -- | -- | -- | - | - | - | --------- | ------ |
| Број домаћинстава | 41 | 52 | 37 | 43 | 28 | 25 | 6 | 0 | 2 | 0         | 3,32   |

| Пол    | Укупно | Неожењен/Неудата | Ожењен/Удата | Удовац/Удовица | Разведен/Разведена | Непознато |
| ------ | ------ | ---------------- | ------------ | -------------- | ------------------ | --------- |
| Мушки  | 327    | 87               | 210          | 19             | 7                  | 4         |
| Женски | 349    | 65               | 208          | 70             | 6                  | 0         |
| УКУПНО | 676    | 152              | 418          | 89             | 13                 | 4         |

| Пол    | Укупно                    | Пољопривреда, лов и шумарство | Рибарство                            | Вађење руде и камена | Прерађивачка индустрија       |
| ------ | ------------------------- | ----------------------------- | ------------------------------------ | -------------------- | ----------------------------- |
| Мушки  | 176                       | 55                            | 0                                    | 3                    | 62                            |
| Женски | 88                        | 29                            | 0                                    | 1                    | 18                            |
| УКУПНО | 264                       | 84                            | 0                                    | 4                    | 80                            |
| Пол    | Производња и снабдевање   | Грађевинарство                | Трговина                             | Хотели и ресторани   | Саобраћај, складиштење и везе |
| Мушки  | 2                         | 8                             | 21                                   | 1                    | 7                             |
| Женски | 2                         | 0                             | 18                                   | 0                    | 5                             |
| УКУПНО | 4                         | 8                             | 39                                   | 1                    | 12                            |
| Пол    | Финансијско посредовање   | Некретнине                    | Државна управа и одбрана             | Образовање           | Здравствени и социјални рад   |
| Мушки  | 0                         | 0                             | 2                                    | 2                    | 5                             |
| Женски | 0                         | 3                             | 0                                    | 3                    | 5                             |
| УКУПНО | 0                         | 3                             | 2                                    | 5                    | 10                            |
| Пол    | Остале услужне активности | Приватна домаћинства          | Екстериторијалне организације и тела | Непознато            | Непознато                     |
| Мушки  | 3                         | 0                             | 0                                    | 5                    | 5                             |
| Женски | 2                         | 0                             | 0                                    | 2                    | 2                             |
| УКУПНО | 5                         | 0                             | 0                                    | 7                    | 7                             |